# Andranik Tejmurijan
Andranik Tejmurijan (perský zápis آندرانيک تيموريان, arménský zápis Անդրանիկ Թէյմուրեան) je íránský fotbalista arménského původu. V letech 2006 až 2010 působil v anglické Premier League, od prosince 2014 je hráčem klubu Traktor Sazi z Tabrízu. Reprezentoval na Mistrovství světa ve fotbale 2006 v Německu, kde Íránci získali jediný bod a vypadli v základní skupině. Tejmurijan však svými výkony zaujal a dostal nabídku na přestup do Boltonu. V roce 2011 získal s klubem Esteghlal FC íránský pohár.
Je jediným křesťanem v íránské reprezentaci. Pozornost médií vzbudil v září 2013 v pohárovém zápase proti thajskému klubu Buriram United, když zachraňoval motýla, který se ocitl na trávníku a pak střelou z 35 metrů do šibenice rozhodl o vítězství svého týmu 2:1.
Na mistrovství světa ve fotbale 2014 byl reprezentačním kapitánem a odehrál od začátku do konce všechny zápasy svého týmu v základní skupině, kde Íránci získali jediný bod a nepostoupili. Server Eurofotbal.cz ho zařadil do nejlepší jedenáctky skupiny F. V roce 2014 byl vyhlášen nejlepším íránským fotbalistou sezóny. Zúčastnil se mistrovství Asie ve fotbale 2015, kde Írán vypadl ve čtvrtfinále. Na turnaji zaznamenal tři gólové asistence.